# Matías de Irigoyen
Matiás Miguel de Irigoyen (Buenos Aires, 25 febbraio 1781 – Buenos Aires, 20 settembre 1839) è stato un politico argentino.
Membro della Legión de Patricios, combatté contro l'esercito inglese nel 1807 e fu membro della giunta rivoluzionaria dal 1816. Nel 1820 si autonominò governatore di Buenos Aires.